# Apostrophe (')

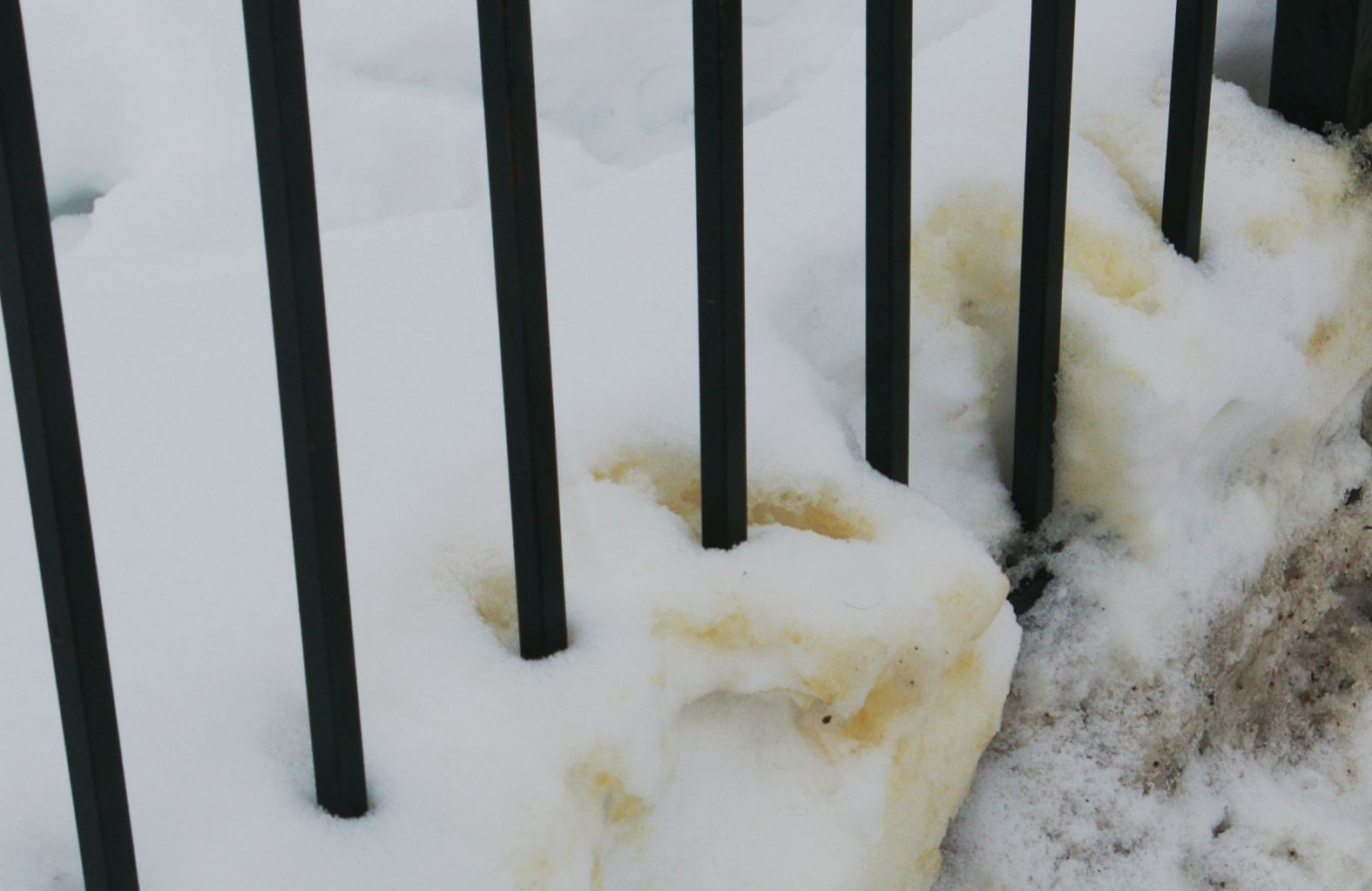
"Don't Eat The Yellow Snow"

Apostrophe (') är ett album av Frank Zappa som släpptes 22 april 1974. Inledande "Don't Eat The Yellow Snow" och "Cosmik Debris" är troligen de två mest kända låtarna från albumet. Skivan fortsatte i samma spår som den föregående Over-Nite Sensation gjort med mer korta, konventionella kompositioner. Övriga musiker var även de samma som på förra skivan. I USA blev den här skivan Zappas mest framgångsrika rent kommersiellt och en nedkortad version av "Don't Eat the Yellow Snow" nådde Billboards singellistas nedre regioner med plats 86 som toppnotering.

## Kuriosa
2007 gjordes en dokumentär om inspelningen av albumet i serien Classic Albums.

## Låtlista
Alla låtar skrivna av Frank Zappa om inget annat är noterat
Sida ett
1. "Don't Eat the Yellow Snow" – 2:07
2. "Nanook Rubs It" – 4:38
3. "St. Alfonzo's Pancake Breakfast" – 1:50
4. "Father O'Blivion" – 2:18
5. "Cosmik Debris" – 4:14

Sida två
1. "Excentrifugal Forz" – 1:33
2. "Apostrophe (')" (Zappa, Bruce, Gordon) - 5:50
3. "Uncle Remus" (Zappa, Duke) – 2:44
4. "Stink-Foot" – 6:33

Total speltid: 	31:45

## Listplaceringar
| Lista (1974) | Position           |
| ------------ | ------------------ |
| Finland      | 17                 |
| Kanada       | 45 (RPM)           |
| Norge        | 6 (VG-lista)       |
| Sverige      | 6 (Kvällstoppen)   |
| USA          | 10 (Billboard 200) |